# ميل مي-24
الميل مي-24 (روسية: Миль Ми-24) (لقب تعريف الناتو: هايند Hind) هي مروحية هجومية ومروحية نقل عسكري خفيفة من إنتاج مصنع ميل موسكو. دخلت الخدمة في القوات الجوية السوفيتية لأول مرة عام 1972 وما زالت روسيا الاتحادية والدول التي كانت ضمن الاتحاد السوفييتي تستخدم المروحية كما تستخدمها العديد من الدول الأخرى حتى الآن.
في أكتوبر 2007، أعلنت القوات الجوية الروسية أنها ستستبدل طائراتها الميل-24 والبالغ عددها 250 ب300 مروحية من الطراز الأحدث ميل-28 وربما أيضا كاموف كا-50 بحلول عام 2015.

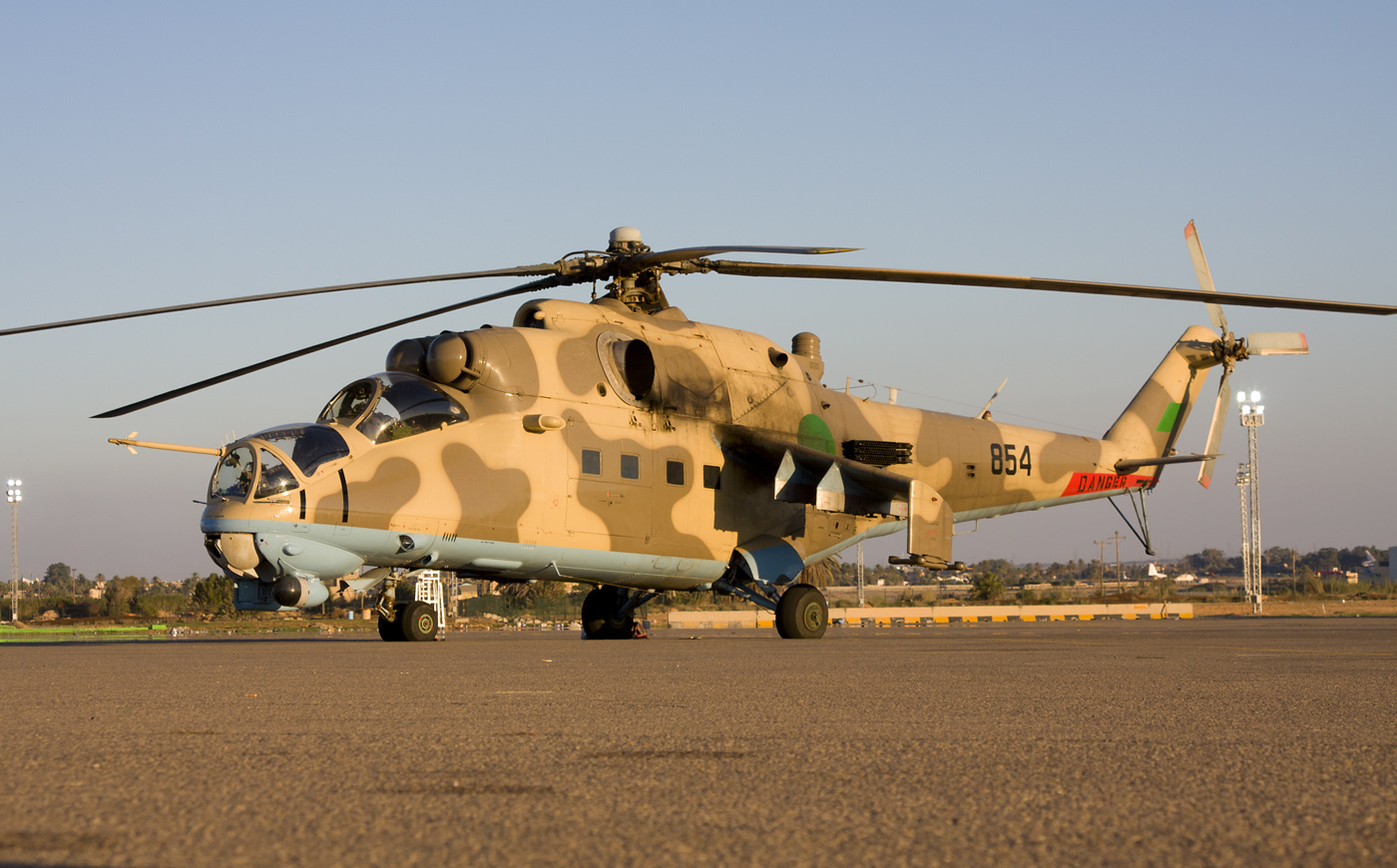
سلاح الجو الليبي

الأسلحة المثبتة في المروحية: رشاش رباعي الفوهة عيار 12.7 مم على قاعدة متحركة، والأسلحة الملحقة: قنابل ذات سقوط حر، قذائف غير موجهة عيار ما بين 57 ـ 240 مم، منظومة «فَلانغا» المضادة للدبابات، مخازن رشاشة، وكذلك حوالى 8 أشخاص في قسم الإنزال المظلي.
وصُممت هذه المروحية في البداية كعربة جنود قتالية طائرة (مع تصفيح ثقيل وأقسام كبيرة للحمولة وأسلحة ثقيلة على متنها)، وبشكل عام فإن هذه الآلة الطائرة لا تعدّ مروحية، فلها ما يشبه الأجنحة، ولذلك فإن هذا «التمساح» لا يستطيع أن يبقى معلقاً فوق مكان واحد، ومن أجل الإقلاع من الأرض يتطلب الأمر مدى للانطلاق من مدرج الطائرات مثل الطائرة، وإلاّ فلا يمكنها أن ترفع ذيلها الثقيل في الهواء، بالإضافة إلى قسم الحمولة المليء بالكامل والأسلحة الملحقة.

## التحديثات

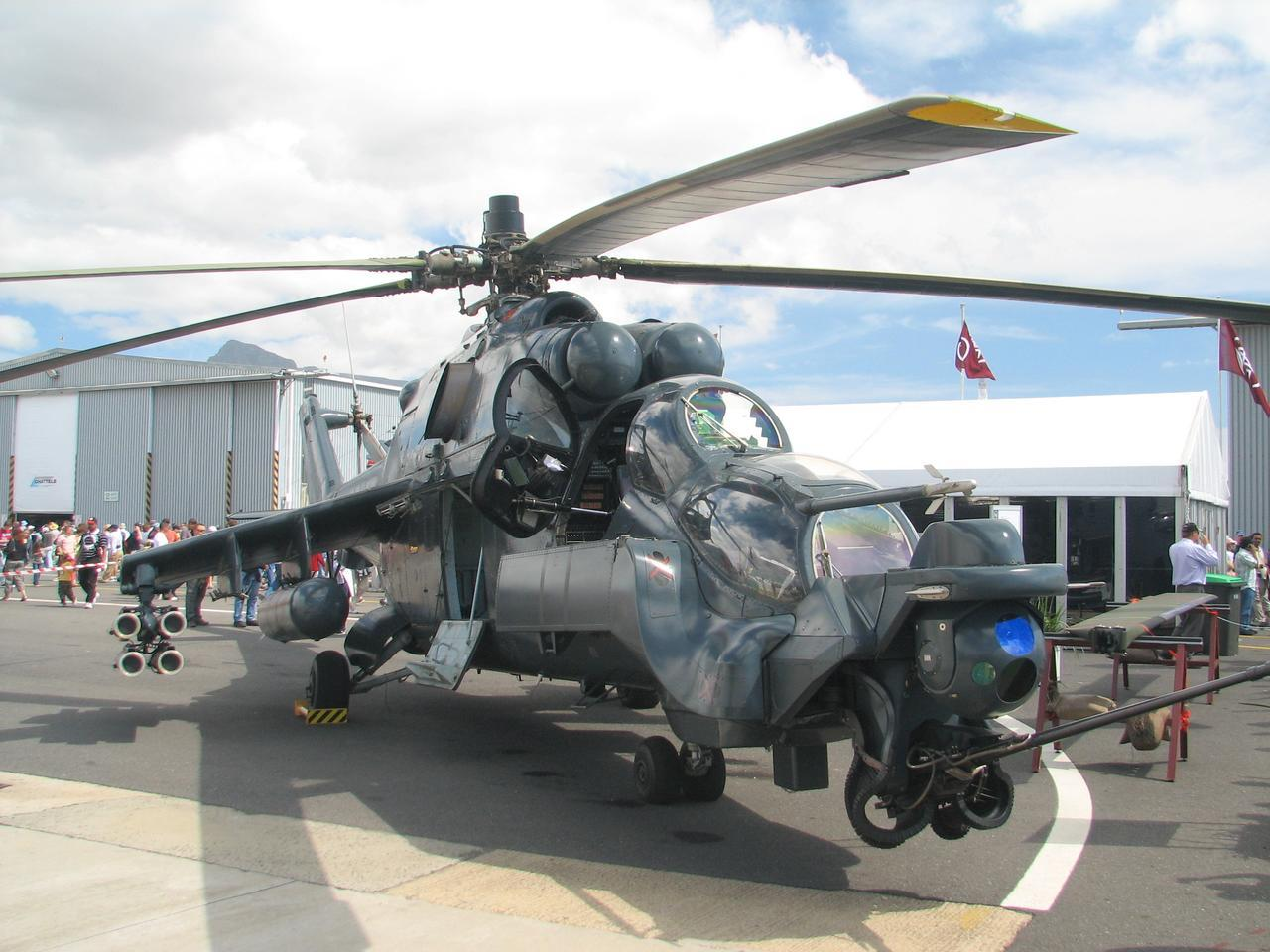
سوبر هند MKIII القوات الجوية الجزائرية نسخة جزائرية معدلة بالكترونيات طيران غربية

ميل M-24VM (النسخة التصديرية مي-35M)
- Mil M-24VK-1
- Mil M-24VK-2
- Mil Mi-35M

Mi-24MKIII «سوبر هند»نسخة معدلة من قبل شركة (ATE) مزودة بالكترونيات طيران غربية.
- السرعة القصوى: 335 كلم/سا.
- مدفع أحادي الأنبوب يتحكم فيه عن طريق خوذة الطيار.
- تيليمتر ومحدد الأهداف ليزري قمرة القيادة مجهزة بنظارات للرؤيا الليلية.
- إمكانية التسلح بذخائر غربية وشرقية.